# Fred LaCour
Fred LaCour (San Francisco, California, 7 de febrero de 1938 -ibidem 5 de agosto de 1972) fue un jugador de baloncesto estadounidense que disputó tres temporadas en la NBA, además de jugar en la ABL y la EBA. Con 1,96 metros de estatura, jugaba en la posición de alero.

## Trayectoria deportiva

### Universidad
Jugó durante dos temporadas con los Beavers de la Universidad Estatal de Oregón, en las que promedió 14,7 puntos y 7,1 rebotes por partido.

### Profesional
Fue elegido en la vigésimo segunda posición del Draft de la NBA de 1960 por St. Louis Hawks, donde jugó dos temporadas como suplente, siendo la más destacada la segunda de ellas, en la que promedió 7,8 puntos y 3,7 rebotes por partido.
Tras no ser renovado, continuó su carrera en los Oakland Oaks de la ABL, donde jugó una temporada en la que fue uno de los mejores anotadores de la liga, promediando 19,7 puntos por partido.
Con la temporada 1962-63 ya avanzada, regresó a la NBA para fichar como agente libre por los San Francisco Warriors, donde jugó 16 partidos, en los que promedió 4,1 puntos y 1,5 rebotes. Acabó su carrera deportiva jugando un año con los Wilkes-Barre Barons de la EBA.

## Estadísticas de su carrera en la NBA

### Temporada regular
| Temporada | Edad | Equipo                 | Liga | P   | TIT | MIN  | TC  | TCA | %TC  | TL  | TLA | %TL  | REB | ASIS | FP  | PTS |
| 1960-61   | 22   | St. Louis Hawks        | NBA  | 55  |     | 13.1 | 2.2 | 5.4 | .417 | 1.1 | 1.5 | .750 | 3.2 | 1.5  | 1.3 | 5.6 |
| 1961-62   | 23   | St. Louis Hawks        | NBA  | 73  |     | 20.6 | 3.2 | 7.3 | .429 | 1.5 | 1.8 | .815 | 3.7 | 2.3  | 2.3 | 7.8 |
| 1962-63   | 24   | San Francisco Warriors | NBA  | 16  |     | 10.7 | 1.8 | 4.6 | .384 | 0.6 | 1.0 | .563 | 1.5 | 1.2  | 1.7 | 4.1 |
| Total     |      |                        | NBA  | 144 |     | 16.7 | 2.6 | 6.3 | .421 | 1.2 | 1.6 | .774 | 3.3 | 1.9  | 1.9 | 6.5 |

### Playoffs
| Temporada | Edad | Equipo          | Liga | P | MIN | TCA | TC | TLA | TL | REB | ASIS | FP | PTS | %TC  | %FT  | MIN | PTS | REB | AST |
| 1960-61   | 22   | St. Louis Hawks | NBA  | 5 | 47  | 7   | 21 | 6   | 7  | 6   | 4    | 6  | 20  | .333 | .857 | 9.4 | 4.0 | 1.2 | 0.8 |
| Total     |      |                 | NBA  | 5 | 47  | 7   | 21 | 6   | 7  | 6   | 4    | 6  | 20  | .333 | .857 | 9.4 | 4.0 | 1.2 | 0.8 |